# Wilhelm Toelle (Geistlicher)
Albert Friedrich Wilhelm Toelle (auch: Tölle) (* 30. Juni 1832 in Greußen; † 5. September 1912 in Sondershausen) war Gymnasiallehrer, Geistlicher und Landtagsmitglied im Fürstentum Schwarzburg-Sondershausen.

## Leben

### Familie
Toelle war ein Sohn des Tischlers Johann Friedrich Samuel Toelle und seiner Ehefrau Johanna Friederike Christiane geb. Koch. Er heiratete am 8. Juni 1862 in Oberweißbach Lina Emilie Louise Hopf (* 25. Februar 1842, † 10. Mai 1863). Sie starb am Tag der Taufe ihres Sohns. Der Witwer schloss am 1. Oktober 1868 eine zweite Ehe mit Johanna Friederike Louise Lattermann (* 7. Mai 1849 in Greußen, † 21. Januar 1941 in Sondershausen), Schwester des Juristen und Postdirektors Wilhelm Lattermann in Arnstadt.
Den beiden Ehen entstammten sieben überlebende Kinder. (Drei Kinder der zweiten Ehe waren totgeboren.)
- Emil Eduard Rudolf Friedrich (* 12. April 1863 in Sondershausen[4]) wurde Sanitätsrat und Medizinalrat.
- Johanna Therese Marie (* 22. April 1872 in Dannheim) heiratete 1890 den späteren Oberpfarrer und Konsistorialrat Eduard Weise in Gehren.[6]
- Emilie Liddy Elise Margarete (* 1. Mai 1874 in Dannheim, † 28. Nov 1969 in Sondershausen) heiratete 1895 den Pfarrer Karl Moeller (1867–1920) in Stockhausen.[7]
- Theodor Friedrich Wilhelm (* 26. Juni 1876 in Dannheim, † 4. Mai 1965 in Erfurt) wurde Verwaltungsjurist und Finanzminister im Land Thüringen (Mai 1927 bis April 1929); heiratete 1905 Margarete Brehme, Tochter des späteren Oberkonsistorialrats und Oberhofpredigers Otto Brehme (1855–1920).[8]
- Gustav Wilhelm Hermann Paul (* 25. März 1881 in Alkersleben) war vermutlich mit Toni geb. Heinemann verheiratet und ist wahrscheinlich vor 1912 gestorben.[9]
- Selma Gertrud Luise (* 3. Dezember 1884 in Alkersleben) war 1941 eine verheiratete Weßling.[10]
- Marie Margarethe Martha Helene (* 22. Oktober 1890 in Rockensußra) war, wie ihre Schwester, 1941 eine verheiratete Weßling.[10]

### Berufsgang
Toelle besuchte das Gymnasium in Sondershausen. Nach dem Abitur im Herbst 1851 studierte er Theologie in Göttingen, Jena und Halle; daneben besuchte er philologische und philosophische Veranstaltungen. Ostern 1855 war sein Studium abgeschlossen; im Juli wurde er Predigtamtskandidat, und zugleich bekam er ein halbes Jahr Probezeit im Sondershäuser Gymnasium. Im Januar 1856 erhielt er die provisorische Anstellung als Lehrer. Im Juli 1857 erhielt er die definitive Anstellung als Collaborator; im Juni 1862 wurde er Oberlehrer.
In den Programmen der Schule hatte Toelle (mindestens) zwei Beiträge über die Religion als Grundlage allen geistigen Lebens; daraus hat er zwei selbständige Publikationen entwickelt.
1870 beendete Toelle seine 14-jährige Lehrertätigkeit. Ab Oktober diente er für die nächsten 37 Jahre als Pfarrer in kleinen Gemeinden des Fürstentums, zunächst in Dannheim (bei Arnstadt) mit Branchewinda und Görbitzhausen. Es folgte Alkersleben mit Ettischleben im April 1881, ebenfalls nahe Arnstadt; im April 1888 dann Rockensußra bei Ebeleben; schließlich Ebeleben im November 1899; Ruhestand und Ende der Superintendentur im Oktober 1907. Anschließend zog die Familie nach Sondershausen.
Toelle wurde 1880 zum Konsistorialassessor und Mitglied des Fürstlichen Kirchenrats ernannt, 1886 zum Konsistorialrat und 1894 zum Oberkonsistorialrat.
Fürst Karl Günther verlieh Toelle 1887 das Schwarzburgische Ehrenkreuz III. Klasse, 1898 das Kreuz II. Klasse und 1905, zum 50-jährigen Amtsjubiläum, das Kreuz I. Klasse.

### Politik
Im Oktober 1891 starb der Konsistorialrat Ludwig Thomas, langjähriges Mitglied des Landtags von Schwarzburg-Sondershausen. Fürst Karl Günther ernannte Toelle als dessen Nachfolger zum lebenslangen Mitglied des Landtags. Tatsächlich übte Toelle dieses Amt dann über 20 Jahre aus bis kurz vor seinem Tod.

## Publikationen (Auswahl)
- Die Wissenschaft der Religion. Erster Band. Die Grundformen des religiösen Verhältnisses und die Geschichte der Religion. Vandenhoeck und Ruprecht, Göttingen 1865. Digitalisat.
- Beweis der christlichen Wahrheit, apologetische Betrachtungen für die Gegenwart. 1. Heft, Vandenhoeck und Ruprecht, Göttingen 1868.[26]
- Die Religion als Culturmacht auf dem Gebiete der Wissenschaft. Auch unter dem Titel: Die Wissenschaft der Religion. Zweiter Band. Vandenhoeck und Ruprecht, Göttingen 1871. Digitalisat.

## Nachweise
1. ↑  Todesanzeige in Der Deutsche. Zeitung für Thüringen und den Harz vom 6. September 1912 (Nr. 210).
2. ↑  Todes- und Dankanzeige in Der Deutsche. Sondershäuser Zeitung vom 14. Mai 1863, S. 456.
3. ↑  Laut Pfarrerbuch S. 391 war ihr Vater der Rechtsanwalt Carl Eduard Hopfe in Oberweißbach.
4. 1 2  Geburts- und Taufangabe in Der Deutsche. Sondershäuser Zeitung vom 16. Mai 1863, S. 464.
5. ↑  Todesanzeige in Der Deutsche. Thüringer Tageblatt vom 23. Januar 1941 (Nr. 19).
6. ↑  Pfarrerbuch S. 411.
7. ↑  Pfarrerbuch S. 277f.
8. ↑  Pfarrerbuch S. 102f.
9. ↑  Vgl. die Todesanzeige für seinen Vater.
10. 1 2  Vgl. die Todesanzeige für ihre Mutter.
11. ↑  ab Oktober 1851 (Die Matrikel der Georg-August-Universität zu Göttingen 1837–1900. Hildesheim 1974, S. 156).
12. ↑  Verzeichnis der Studierenden in Jena No. 54 (SS 1853) und 55 (WS 1853/54).
13. ↑  Fürstlich Schwarzb. Regierungs- und Intelligenz-Blatt vom 21. Juli 1855, S. 341, und vom 2. Februar 1856, S. 41; Kieser S. 33.
14. ↑  Fürstlich Schwarzb. Regierungs- und Intelligenz-Blatt vom 18. Juli 1857, S. 359.
15. ↑  Der Deutsche. Sondershäuser Zeitung vom 17. Juni 1862, S. 561.
16. ↑  Der Deutsche. Sondershäuser Zeitung vom 13. April 1865, S. 350; Lutze S. 36.
17. ↑  Der Deutsche. Sondershäuser Zeitung vom 30. Juli 1870, S. 721.
18. ↑  Regierungs- und Nachrichtsblatt für das Fürstenthum Schwarzburg-Sondershausen vom 29. März 1881, S. 149, und vom 10. April 1888, S. 170; in Rockensußra Ernennung zum Superintendenten des Ebelebener Bezirks (laut Nachruf).
19. ↑  Der Deutsche. Zeitung für Thüringen und den Harz vom 28. Oktober 1899 (Nr. 254) und vom 3. Oktober 1907 (Nr. 232).
20. ↑  Adressbuch von Sondershausen 1908, S. 92.
21. ↑  Regierungs- und Nachrichtsblatt für das Fürstenthum Schwarzburg-Sondershausen vom 6. Mai 1880, S. 217, und vom 7. August 1886, S. 343; Der Deutsche. Zeitung für Thüringen und den Harz vom 7. August 1894 (Nr. 182).
22. ↑  Regierungs- und Nachrichtsblatt für das Fürstenthum Schwarzburg-Sondershausen vom 14. Mai 1887, S. 229; Der Deutsche. Zeitung für Thüringen und den Harz vom 7. August 1898 (Nr. 183) und vom 1. Juli 1905 (Nr. 152).
23. ↑  entsprechend dem Wahlgesetz vom 14. Januar 1856 (Gesetz-Sammlung 1856 Nr. 4).
24. ↑  Landtagsprotokoll vom 3. November 1891, S. 125f. und 128.
25. ↑  Landtagsprotokoll vom 16. September 1912, S. 5.
26. ↑  laut Katalog des Metropolitankapitels Bamberg.

| Personendaten    | Personendaten                                                     |
| ---------------- | ----------------------------------------------------------------- |
| NAME             | Toelle, Wilhelm                                                   |
| ALTERNATIVNAMEN  | Toelle, Albert Friedrich Wilhelm (vollständiger Name); Tölle, Fr. |
| KURZBESCHREIBUNG | deutscher Gymnasiallehrer, Oberkonsistorialrat, Landtagsmitglied  |
| GEBURTSDATUM     | 30. Juni 1832                                                     |
| GEBURTSORT       | Greußen                                                           |
| STERBEDATUM      | 5. September 1912                                                 |
| STERBEORT        | Sondershausen                                                     |